# محمدعلی مایل آشتیانی
محمدعلی مایل آشتیانی (؟ -پیش از ۱۸۳۴م/۱۲۵۰ق) فرزند میرزا کاظم؛ شاعر و ادیب فارسی و مستوفی دربار قاجار در عصر فتحعلی‌شاه قاجار بود.
میرزا محمدعلی متخلص به مایل در شیراز متولد شد. در آن زمان، پدرش میرزا کاظم آشتیانی مستوفی‌الممالک دربار کریم‌خان زند بود. او در جوانی در علوم عربی، ادبیات، حساب، عروض، حکمت، فلسفه اشراق، فقه و اصول تبحر یافت. او ابتدا مستوفی تبریز و پیشکار عباس میرزا، ولیعهد فتحعلی‌شاه بود و در دوران تصدی میرزا عیسی قائم‌مقام دستیاری و معاونت او را برعهده داشت. در سال ۱۲۳۸ قمری مأمور عقد عهدنامه ارزروم شد. مایل برای مدتی از سوی عباس میرزا به پیشکاری محمدشاه قاجار گماشته شد، ولی پیش از جلوس محمدشاه به تخت سلطنت درگذشت.
مایل از ارادتمندان مجذوب علیشاه همدانی بود. او با عبدالرزاق دنبلی و قائم‌مقام فراهانی همدم بود و ذکر او در منشآت قائم‌مقام مکرر آمده است. مایل علاوه بر نظم در نثر نیز دست داشت. از او قصاید بسیاری در مدح امیرالمؤمنین برجای مانده است.